# Ernest Greenwood
Ernest Greenwood (ur. 25 listopada 1884 w Yorkshire, zm. 15 czerwca 1955 w Bay Shore) – amerykański polityk, członek Partii Demokratycznej.

## Działalność polityczna
W okresie od 3 stycznia 1951 do 3 stycznia 1953 przez jedną kadencję był przedstawicielem 1. okręgu wyborczego w stanie Nowy Jork w Izbie Reprezentantów Stanów Zjednoczonych.